# Шатковская, Елена Флегонтовна
Еле́на Флего́нтовна Шатко́вская (род. 15 декабря 1957 года, Архангельск, РСФСР, СССР) — советский и российский учёный, первый и единственный директор национального парка «Кенозерский» Министерства природных ресурсов и экологии Российской Федерации (с 1991 года), заслуженный работник культуры Российской Федерации (2013), почётный гражданин Архангельской области (2018).

## Награды и премии
- Государственная премия Российской Федерации 2018 года за выдающиеся достижения в области литературы и искусства — за вклад в сохранение историко-культурного и природного наследия России[2][3].

- Премия фонда имени Д. С. Лихачёва (2021)